# Міхалково (гміна Добжинь-над-Віслою)
Міхалково (пол. Michałkowo, нім. Michelsbach) — село в Польщі, у гміні Добжинь-над-Віслою Ліпновського повіту Куявсько-Поморського воєводства.
Населення — 246 осіб (2011).
У 1975-1998 роках село належало до Влоцлавського воєводства.

## Демографія
Демографічна структура станом на 31 березня 2011 року:
|          | Загалом | Допрацездатний вік | Працездатний вік | Постпрацездатний вік |
| -------- | ------- | ------------------ | ---------------- | -------------------- |
| Чоловіки | 132     | 30                 | 91               | 11                   |
| Жінки    | 114     | 22                 | 69               | 23                   |
| Разом    | 246     | 52                 | 160              | 34                   |